# Mina y el conde
Mina y el Conde (Mina and the Count en inglés) es una serie animada de televisión, creada por Rob Renzetti, y puesta al aire el 5 de Noviembre de 1995, del cual nunca fue traído en desarrollo como serie directamente, en lugar de ello, los cortos animados de esta serie fueron puestos al aire en What A Cartoon! y en Oh Yeah! Cartoons.
A pesar de la demanda por los fanáticos para conseguirle el greenlit como serie oficial, el presidente de Frederator Studios, Fred Seibert, confirmó que actualmente no hay desarrollo de esto.
El corto original de Mina y el Conde, "Interludio con un Vampiro" fue estrenada en Cartoon Network en el show de What a Cartoon!, haciendo solo un corto para ser ofrecido en ambos proyectos creado-dirigidos de los cortos proyectos dirigidos por Fred Seibert.
El corto era acerca de una joven señorita llamada Mina Harper de 7 años de edad y su encuentro con un Vampiro durante una noche que ella está durmiendo.

## Personajes
- Mina Harper: Es una pequeña niña de 7 años de edad que vive con su padre y hermana mayor, su cabello es pelirrojo, su vestido es del mismo tono que su cabello, su tez es algo pálida y es muy pequeña. Ella es la mejor amiga del Conde, y siempre que puede va a su castillo a jugar con él.

- El Conde: Es el mejor amigo de Mina, y es quien además forja los valores en ella. Es alto y de complexión delgada, su tez es azul y sus colmillos destacan en su rostro. Aunque es un ser siniestro, no puede evitar ser agradable y divertido desde que conoció a Mina, es por ello que le tiene mucho afecto, siendo que es su única amiga mortal.

- Igor: Es el jorobado sirviente del Conde. En lo personal, a él le molesta mucho que Mina venga a visitar al Conde o siquiera oír que el Conde hable de Mina pero aun así lo ayuda a preservar su amistad con ella.

- Padre de Mina: Él es simplemente el padre de sus hijas y las ama, pero cuando sus hijas comienzan una pelea, él tiene que imponer el orden.

- Lucy Harper: Es la hermana mayor de Mina, no se lleva muy bien con ella. Cuando Lucy conoció al Conde, se enamoró de él, pero Mina no le permite acercarse a él.

- Nick: Es el típico chico problema de cada escuela que se dedica a molestar a los demás, en especial a Mina.

- Martha: Es una amiga de Mina de la escuela que sufre constantes desmayos al ver cualquier cosa repulsiva o tenebrosa.

## Lista de capítulos
- 1. Interlude With A Vampire - Interludio con un Vampiro
- 2. My Best Friend - Mi mejor Amigo
- 3. Franken Frog - Franken Rana
- 4. The Vampire That Came to Dinner - El Vampiro que vino a la Cena
- 5. The Ghoul's Tribunal - El Tribunal Del Espíritu Necrófago
- 6. Playing a Hunch

## Interlude With A Vampire
Es el primer episodio de la serie, todo comienza cuando Mina ve la T.V, cuando su padre la llama para que duerma y entonces Mina se va a la cama y duerme, pero cuando Mina se queda dormida el Conde apenas despierta y se dispone a salir por un aperitivo dirigiéndose a la casa de Mina creyendo que Mina tenía 17 años por un programa que le dio su sirviente Igor. Al llegar a la casa de Mina la hipnotizó para que se acercara, fue cuando descubrió que la chica que el buscaba era Nina Parker de 17 años y a quien encontró fue a Mina Harper de 7 años y molesto rompió un lápiz que tenía en la mano y la mitad le cayó en la cabeza a Mina rompiendo la hipnosis, en cuanto Mina lo miró, se encariñó con él y no quería dejarlo ir hasta que el Conde jugara con ella. Tras varios juegos el Conde se empezaba a impacientar porque necesitaba sangre y entonces miró un hospedaje para niñas adolescentes y engañó a Mina haciéndole creer que jugarían a las escondidas mientras él se disponía a chuparle la sangre a las chicas del hospedaje, pero para su mala suerte, justo en el momento de la hipnosis Mina lo encontró y rompió la hipnosis por lo que sacaron al Conde a golpes y entonces regresaron a la casa de Mina donde el conde se desesperó y le gritó a Mina lo que provocó que el padre de Mina lo escuchara gritar, entonces el Conde se hizo pasar por uno de los muñecos de Mina y el padre de Mina le pregunto que, que era esa cosa cuando Mina respondió que era su mejor amigo, su padre pensando que se refería a un simple muñeco le dijo que era hora de dormir porque casi amanecía y en cuanto el padre cerró la puerta el Conde corrió despavorido porque casi salía el sol pero antes de irse acobijó a Mina y la besó terminando por encariñarse con ella y luego regresó a su castillo. Cuando amanece, Igor despierta al Conde y le pregunta que si le gusto su selección y el Conde lo toma por la camisa y le contesta que quedó hambriento y lo encerró en el ataúd con él y llega el fin del 1.er corto.

## My Best Friend
El episodio comienza en la escuela de Mina donde la maestra pidió a alguien del salón que pasara a leer su ensayo y Mina se ofreció para ir primero pero el ensayo que escribió, Mina hablaba de su mejor amigo, el Conde, claro que cuando terminó de leerlo nadie le creyó y un chico llamado Nick empezó a burlarse de Mina y todo el salón lo siguió riéndose de ella hasta el final de la clase donde Mina no tomó el autobús por no querer viajar con ellos, en especial con Nick y se fue a pie en la lluvia. Cuando Mina volvió a la casa, el Conde iba de visita pero miro que Mina estaba enojada y entonces le preguntó que, que tenía y entonces le contó todo lo ocurrido, entonces el Conde piensa en un plan para ayudar a Mina diciéndole que tiene que usar el control mental(hacerle creer a Nick que ella es igual de siniestra que el Conde) y empezó a enseñarle su toque macabro paso por paso, y al siguiente día Nick siguió molestando a Mina y ella hizo como si lo estuviera hipnotizando para que la dejara en paz pero esto solo funcionó para que se rieran de ella todo el día, al regresar se quedó afuera hasta el anochecer que fue cuando el Conde la volvió a visitar pero la encontró en el patio, es cuando ella le explica que no funcionó y el Conde tiene otra idea. Al día siguiente, Nick quería seguir molestando a Mina pero no tomó el autobús haciendo que Nick se molestara hasta que encontró una nota en su casillero invitándolo a conocer al Conde, Nick creyendo que era un intento más de Mina para que la deje en paz corre apresurado para burlarse de ella, cuando encuentra la silueta del Conde, quien parecía molesto con el por haberse burlado de Mina, entonces se escuchó otra frase en la cinta que el Conde había grabado mientras que Mina lo imitaba y apagó la grabadora pero cuando volteó Nick ya no estaba porque había corrido del miedo entonces Mina volteo a la ventana y ahí estaba Nick contándole a todos lo que vio, pero entonces nadie le creyó y se empezaron a reír de él, Mina estaba feliz porque se había vengado de él en el transcurso de hacer que Nick dejara de fastidiarla...por el momento. Al final del episodio se mira el Conde contándole esa historia a sus amigos, la historia de su mejor amiga, y todos se rieron del tal y como le paso a Mina al comienzo. Ese fue el final del 2.º corto y el primero en salir en Oh Yeah! cartoons.

## Franken Frog
El episodio comienza en una tormenta de la cual el Conde toma un rayo para un experimento. Este en realidad solo se trataba de la muñeca de Mina que estaba reconstruyendo, en lo que a su vez jugaban al doctor. En ese momento Igor le recuerda al Conde que ya va a amanecer y que tiene que ir a dormir. Aunque el Conde querría quedarse a jugar con Mina, Igor no se lo permite haciendo que ambos se despidan. Mina se marcha a la escuela, en lo que el Conde se va a dormir.
Una vez en la escuela la maestra les dice que es día de la disección de ranas. Mina, Martha y Nick hacen equipo en el trabajo. Cuando este último, sin pensárselo dos veces destroza la rana, Martha cae desmayada. Mientras esto sucede, Mina piensa en cómo le enseñó al Conde su muñeca igual de destrozada que la rana y decidiendo hacer el mismo proceso que este para reconstruir de nuevo al animal. y lo consiguió, de hecho lo hizo tan bien que le salió mal y le dio vida de nuevo a la rana pero con la imagen del monstruo de Frankenstein y cuando Nick revisaba a la rana, esta lo tomo con su lengua por la cabeza y lo arrojó al pizarrón, en ese momento todos los alumnos y la maestra salieron corriendo del salón mientras la rana causaba terror en toda la escuela.
Igor miraba la televisión cuando dan la noticia de lo que ocurría en la escuela y despertó al Conde para que lo viera, de inmediato el Conde piensa en un plan para detener esto y le dijo a Igor que fueran a la escuela. Mientras tanto la gente seguía huyendo de la rana mientras Mina la perseguía para atraparla, en ese momento Igor tenía una maleta en la que estaba el Conde pero los policías antimotines lo confunden con el monstruo del que hablan todos y lo persiguen, Igor sale corriendo dejando al Conde encerrado en la maleta y empieza a pedir ayuda a los niños pero es ignorado por todos hasta que pasa Mina y le pide que lo saque pero en ese momento todos los alumnos la tiran al piso cuando corren por esa parte y Mina queda inconsciente, cuando el Conde se da cuenta le dice a los niños que volteen y miran que la rana se está llevando a Mina, todos van para ver que le hará la rana, cuando Nick mira el brazo del Conde intentando desabrochar el cierre de la maleta y este lo ayuda a abrirla pero cuando sale el Conde todos corren y Martha se desmaya, entonces el Conde quiere hipnotizar a la rana pero esta lo toma con la lengua y lo arroja contra a la pared, en ese momento llega Igor con el monstruo de Frankenstein para que se lleve a la rana, pero esta se encariña con él y él con ella, haciéndose amigos. Martha despierta pero al despertar solo ve una escena de horribles monstruos y se vuelve a desmayar y cuando Mina está bajando de un librero el Conde le pregunta a Mina que si ella creó eso y Mina triste responde que sí. El Conde la felicita orgulloso por darle vida a una rana muerta.
El corto termina cuando el Conde le pregunta a Mina que como le dio vida a la rana y ella contesta que solo siguió los pasos que el uso para reparar su muñeca, entonces la muñeca de Mina cobra vida. El fin del 3.er corto.

## The Vampire That Came To Dinner
Este corto comienza cuando el Conde se está arreglando para ir a una cena con Mina en su casa con su familia. Mientras tanto Mina hace exactamente lo mismo, cuando su hermana mayor la regaña por usar su maquillaje y diciéndoselo a su padre. Este le responde que no se enfade con Mina ya que esa noche un amigo suyo vendrá a cenar.
En ese momento el Conde hace su aparición. Lucy nada contenta con la visita, se enamora al verlo, mientras que este se da cuenta de que Mina le había ocultado que tenía una hermana mayor. Su padre le dice a Mina que a él no le había comentado que su amigo era una persona mayor.
Mina nota que su hermana se siente atraída por el Conde quien también se sentía atraído, pero por su sangre. Sin embargo, al ser la hermana de Mina trata de contener su sed de sangre y comenzar la cena. Ya en la mesa, el Conde se esfuerza por no morder a la hermana de Mina mientras traen la comida. Aun sabiendo que esa comida no le gustará,  hace un esfuerzo por no quedar mal. Lucy le sirve ensalada de papas que ella misma preparó mientras Mina le sirve al mismo tiempo una gelatina que ella misma hizo también. Esto las lleva a una discusión que su padre calma.
Mientras las hermanas comen enojadas y en silencio, el Conde trata de comer ambas comidas mezcladas. Al no poder comer demasiado, empieza a ocultarla: en su bolsillo, dentro de la silla, bajo su copa e incluso en un florero. Cuando se da cuenta de que Mina lo estaba observando finge haber querido oler las flores del florero. En ese momento el padre de Mina le pregunta que tal está su comida y el Conde responde que muy blanda. Lucy empieza entonces a renegar que es culpa de la gelatina de Mina y empiezan a discutir de nuevo. El Conde aprovecha esta oportunidad para darle toda su comida al gato de Mina.
Entonces el Conde dice que la cena ha estado deliciosa. El padre de Mina le dice que apenas ha sido la primera ronda. El Conde se desespera pero piensa que todo vale la pena con tal de ver a Mina feliz, cuando escucha que Mina y su hermana discuten dentro de la cocina por ver a quien prefería el Conde. La primera dice que él es su amigo y que prefiere su gelatina ya que le dio su ensalada de papas al gato. Tras lo cual salen llevando dos platillos más, cada uno hecho por una de ellas. Justo cuando el Conde cree que no podía empeorar más resulta que Mina había hecho un suflé de ajo. A pesar de ello, por no herir sus sentimientos lo prueba y a la primera cucharada dijo que estaba delicioso pero con la cara verde. A continuación Lucy le ofrece su sopa de ajo y el Conde sale corriendo diciendo que lamenta tenerse que ir tan pronto pero que todo ha estado maravilloso. Entonces se transforma en murciélago y se aleja hacia su castillo. Lucy se queda triste con la capa que el Conde olvidó recoger.
El episodio termina cuando el Conde está enfermo en su ataúd e Igor le trae una sopa especial y de postre... gelatina.

## The Ghoul's Tribunal
El episodio comienza con unas risas escalofriantes que provenían del Conde riendo mientras
leía un cómic de Mina. Igor se quejaba del comportamiento de su maestro porque ya no es
quien solía ser antes de conocer a Mina y mientras guardaba todos los juguetes se dio cuenta
de una fecha en el calendario que era esa misma noche y era un juego de cartas con otros
amigos monstruos del Conde y cuando llegan empiezan a tocar la puerta, el Conde se desespera
porque es un delito para los monstruos convivir con los humanos y Mina estaba presente.
Entonces el Conde intentó ocultar a Mina convenciéndola de jugar a las escondidas pero ella
quería jugar a "peek-a-boo" y mientras el Conde quería atraparla, ella aparecía en todas
partes diciendo "peek-a-boo!" hasta que logró encerrarla y entonces sus amigos entraron
al castillo, eran una momia, un monstruo marino, Frankenstein y su esposa, entonces
le preguntan al Conde que porqué tardó tanto y justo cuando les iba a inventar algo salió
Mina de un yelmo de armadura y todos la vieron entonces le dicen
al Conde que lo verán en el Tribunal del Necrófago.
Ya en el tribunal el monstruo marino no está tan convencido de demandar al Conde, pero la momia sí lo está. Una vez que el juez le dice al Conde que ha sido acusado por convivir con un niño le pregunta que como se declara. Cuando el Conde va a decir que culpable, Igor lo detiene para probarles que el Conde es inocente. Les trae de testigo a Mina, el niño. El juez se molesta en un principio, Igor les comenta que observen el cielo que hoy era noche de luna llena y les dice que volteen a ver a Mina ahora, cuando la ven notan que es una niña lobo e Igor les dice al jurado que un hombre lobo está muy lejos de ser un humano, y como todos los del jurado eran hombres lobo dieron el veredicto de que el Conde era inocente y entonces la corte se empieza a retirar mientras el monstruo marino dice que alegre que la noche es joven y le pregunta a sus amigos que, que quieren hacer y la momia contesta mandándole besos a la esposa de Frankenstein que si juegan a la botella y entonces Frankenstein toma a la momia. Mina pregunta si ya se acabó la fiesta de disfraces, un plan que tuvo Igor para engañarla haciéndole creer que irían a una fiesta de disfraces para que se pusiera el traje de hombre lobo y el Conde le contesta que ya terminó, y Mina pregunta si se ganó algo por su traje y el Conde dice que se ganó un gran beso...pero de Igor, Igor tiene que obedecer y besa en la frente a Mina y empieza a escupir Igor, Mina y el Conde se empiezan a ir mientras Mina le pregunta al Conde que es un hombre lobo.
El corto termina cuando el Conde se despide de sus amigos y les dice que se ven en el próximo juego de cartas y ellos contestan que le diga a su amiga hombre lobo que venga el próximo juego de cartas porque van a ocupar un jugador más mientras Frankenstein usa a la momia como un yo-yo.

## Relaciones con la novela Drácula
En éste corto animado, los personajes principales están relacionados con los personajes de la novela de Bram Stoker, Drácula, en los que Rob Renzetti se basó. El Conde Drácula de la novela se encuentra con una joven llamada Mina Harker, de quien tenía una extraña relación de haberse conocido antes. En los cortos, la relación de Mina y el Conde es solo una amistad, a diferencia de la novela, es amor y odio. Los nombres de los personajes es técnicamente el mismo que en los de la novela, a excepción de que cambian los apellidos. El apellido de Mina es "Harper", en la novela su apellido es "Harker".Igualmente su hermana "Lucy" hace referencia a Lucy Westenra amiga de Mina en la novela. El nombre del Conde en el corto es Vlad, en la novela el nombre completo es Vlad Draculea. Aunque es una adaptación a la novela de Drácula, nunca apareció el personaje Igor, sin embargo, este personaje es introducido muchas veces en dibujos animados o películas en las que aparecen Drácula o el Dr. Frankenstein, lo que hace que al serie sea más sentida y divertida.

## Actores de voz y sus personajes
- Tara Strong - (Originalmente Ashley Johnson) Mina Harper.
- Robert Galey - (Originalmente Jeff Bennett) Igor.
- Jim Lange - (Originalmente Mark Hamill) Vlad el Conde.
- Michael Bell - Padre de Mina

## Curiosidades
- Se rumorea que estos dibujos animados sirvieron de inspiración para la serie de televisión de Cartoon Network Las Sombrías Aventuras de Billy y Mandy.
- Mina aparece en el Web Comic Grim Tales Afterbirth como uno de los niños secuestrados por el Coco para tomar su fuerza vital que al final es salvada por Grim Jr junto con todos los otros niños secuestrados, mientras que Vlad aparece en una sola página como un recuerdo junto con Mina.
- Mina también aparece en el Web Comic Grim Tales: Further Orientation Mimi File: Birthday cuando que fue visto luchando Mina y atacarla con un filete y un mazo. Después fue golpeado Mina se transforma en un lobo demonio y trató de atacar a Mimi, pero Mimi fue capaz de detenerla, poniendo un trozo de pan de ajo en la boca que le hizo transformar de nuevo en su propio vampiro. Tan pronto como Mina estaba en el suelo Mimi lanzó una casa por encima de ella y el conde Vlad llamó a Mina a usar sus poderes de niebla. Cuando la casa finalmente se estrelló Mina fue capaz de utilizar sus poderes de niebla en el tiempo, pero Mimi usa una aspiradora para aspirar Mina mientras ella estaba usando sus poderes niebla y la sacudió hasta que se dio por vencida. Mimi lanza el vacío hacia abajo. Mina se arrastra fuera de su forma de murciélago, cuando Mimi procede a golpearla con un signo de "Home For Sale". Mientras que Mina se ha reducido Mimi intenta matar a Mina con el extremo afilado de la señal, pero Mina es salvada por Vlad en su forma de murciélago monstruo. Mimi intenta atacar de nuevo con un coche, pero lo interrumpe. Él le explica a Vlad sobre un acuerdo acerca de su castillo siendo su debido a su acuerdo, pero Vlad represalias al declarar que no "firmar un contrato". Él reformula pero esta vez indicando Mina hizo el trato, mostrando su contrato. Vlad no entendía y se enojó con Mina, mientras que Jeff repente vio la uña de Mimi se caiga. Mina está furioso con Vlad afirmando que ella no quiere ser un vampiro más e indica que ella fue originalmente humana y quiere ser una vez más, en lugar de estar atrapado en el cuerpo de un vampiro sin edad de siete años. Sin interés en la lucha entre los dos vampiros lo ve Mimi y Jeff escondido detrás de un paraguas. En su camino de vuelta a casa Jeff dice que se siente mal por Mina, se lo llevaron de su familia y se convirtió en un monstruo. Él escucha la conversación, e informa a Jeff que si tiene algo que decir, entonces debe hacerlo antes de que Mimi envía de nuevo a la fosa infusión.